# Менора (Днепр)

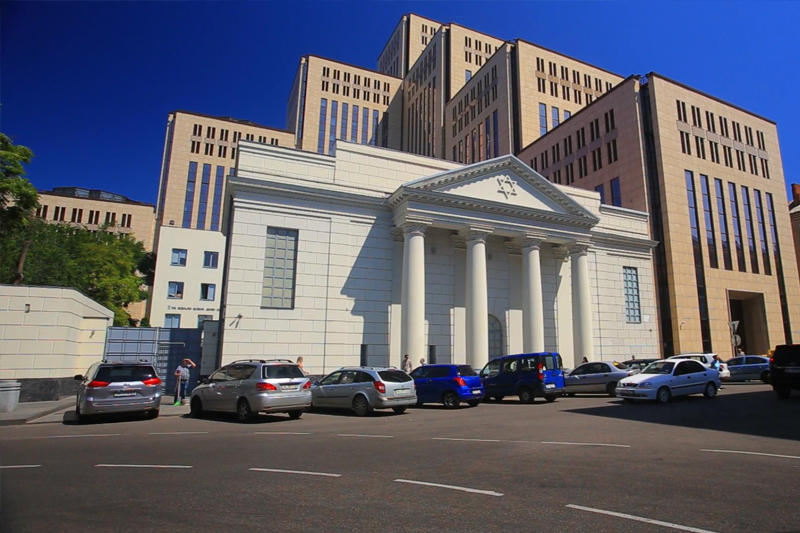
Вид на центр «Менора» с ул. Шолом-Алейхема

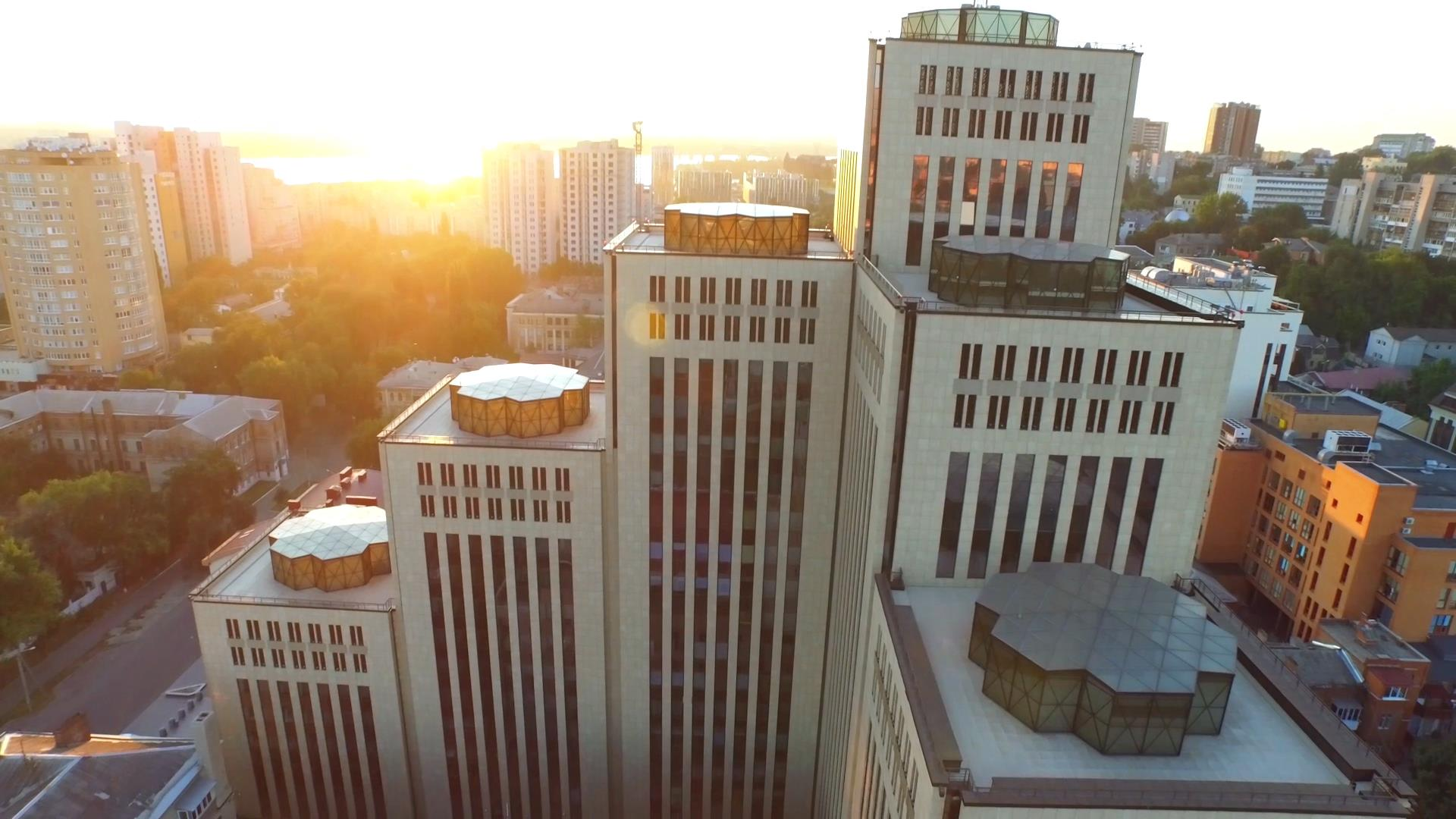
Общий вид на центр «Менора»

Центр «Менора» (укр. Центр «Менора») — крупнейший в мире еврейский комплекс в Днепре Днепропетровской области Украины, открытый в 2012 году. Расположен по адресу: ул. Шолом-Алейхема, 4/26, в едином комплексе с хоральной синагогой «Золотая Роза».

## История
Идея создания и реализация проекта стала возможной благодаря президенту Днепропетровской еврейской общины Геннадию Борисовичу Боголюбову и президенту Объединённой еврейской общины Украины Игорю Валерьевичу Коломойскому а также главному раввину Днепра и Днепропетровской области Шмуэлю Каминецкому.
Открытие центра состоялось 16 октября 2012 года. На церемонию прибыло более трёхсот почётных гостей, в том числе из-за рубежа. Для церемонии перерезывание красной ленточки были приглашены главный раввин Израиля Шломо Амар, министр информации и диаспоры Израиля Йоэль Эдельштейн, президент Днепропетровской еврейской общины Геннадий Борисович Боголюбов и президент Объединённой еврейской общины Украины Игорь Валерьевич Коломойский.

## Архитектура
Автор проекта «Меноры» — архитектор Александр Сорин. Комплекс состоит из 7 башен, представляющих собой Храмовый семисвечник. Общая площадь комплекса — более 50 000 м². Этажность зданий 2*7, 2*12, 2*17, 22. Самая высокая башня — в 22 этажа (77 метров). На крыше 6-й башни на высоте 17-го этажа (63 метра) находится смотровая площадка с видом на город. 
Первый этаж центра, «Галерея», выполнен из мрамора и иерусалимского камня, специально изготовленного для этого строительства — его рисунок является символичным «продолжением» иерусалимской Стены плача. Стены украшают 12 фасадов старинного Екатеринослава, где когда-то были расположены мужские и женские училища, синагоги, пункты обмена шекелей, мацепекарни и прочие места, где проходила еврейская жизнь города. 

### Дом Пчелкина

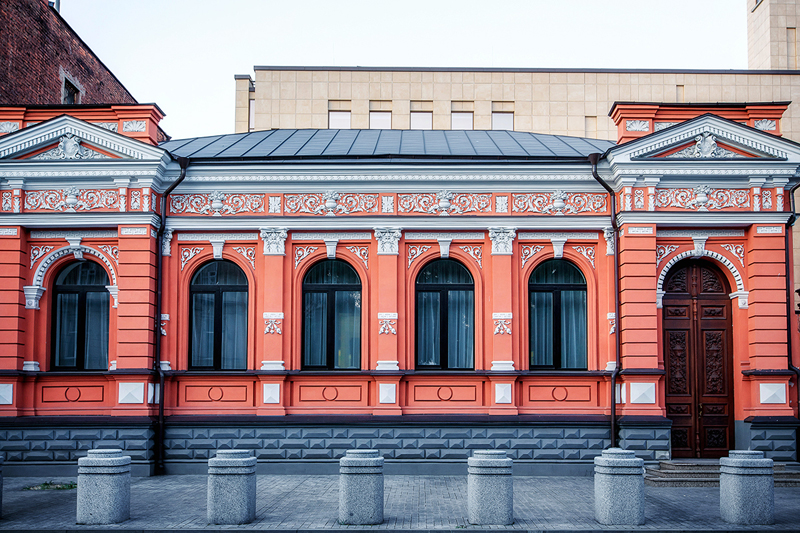
«Дом Пчелкина», г. Днепр, площадь Успенская, дом 5

В ансамбль комплекса входит памятник архитектуры «Дом Пчелкина». Особняк, построенный известным екатеринославским купцом в 1898 году, за более чем 100-летнюю историю пережил несколько владельцев и использовался для самых различных нужд: от коммунального жилья до ателье и магазинов. В 1996 году он получил охранный статус. Во время строительства комплекса особняк был реконструирован, в его залах восстановлены лепнина на потолке, мраморные камины. В здании проводятся различные мероприятия, свадебные церемонии, банкеты и выставки.

## Использование площадей
В комплексе расположен главной офис Объединённой еврейской общины Украины, одной из крупнейших всеукраинских общественных организаций, созданных в 1999 году. Имеется несколько конференц-залов вместимостью от 15 до 1500 человек. На 1-м этаже, в «Галерее» находятся информационно-туристический центр, магазины, кафе, творческие мастерские, туристические агентства, отделения банков и прочее. Также в комплексе расположены 2 гостиницы: 4-звездочный отель «Менора» и 2-звездочный отель «7 дней». Оба отеля работают по системе Шаббат. Банкетно-ресторанный комплекс «Menorah Grand Palace» — первый ресторан в Днепре с соблюдением правил кашрута в приготовлении блюд. С марта 2018 года в центре работает фитнес-центр MGym.

### Музей
На трёх этажах центра расположен музей «Память еврейского народа и Холокост на Украине» — третий в мире по величине мемориальный комплекс, посвящённый Холокосту. Музей состоит из четырёх основных залов. Общая площадь экспозиции составляет около 3 000 м². В экспозиции, кроме традиционных витрин с экспонатами, используются мультимедийные инсталляции, голограммы, трансляция видео- и аудиозаписей. Также в музее предусмотрены залы временных экспозиций, информационный центр, библиотека, учебные аудитории.

## Галерея

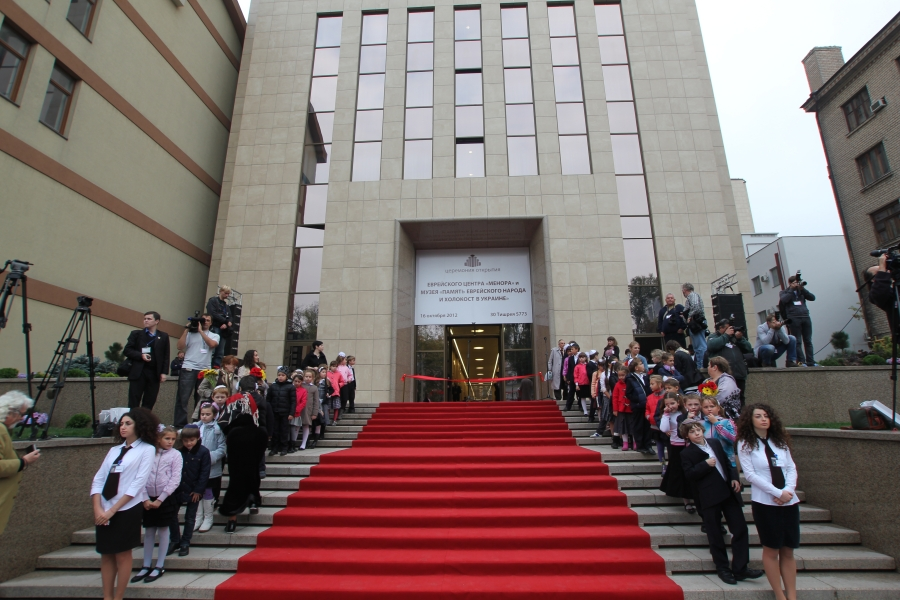
Открытие центра «Менора»
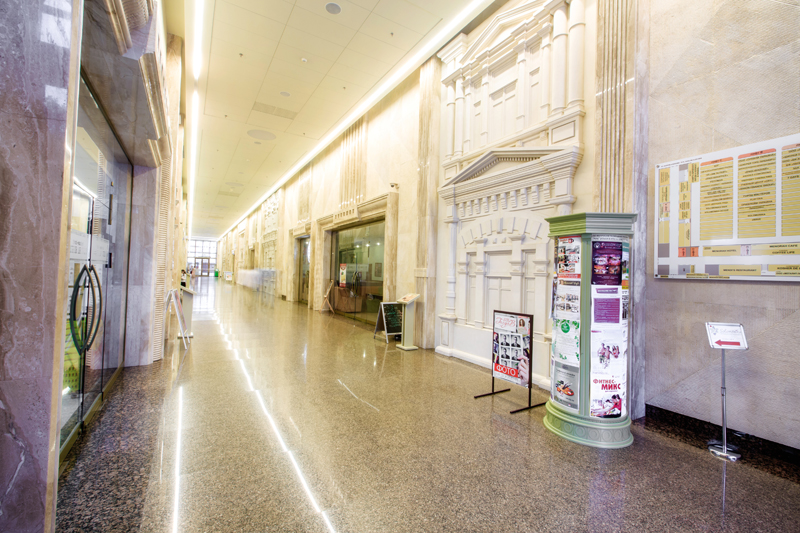
Галерея со стороны Успенской площади
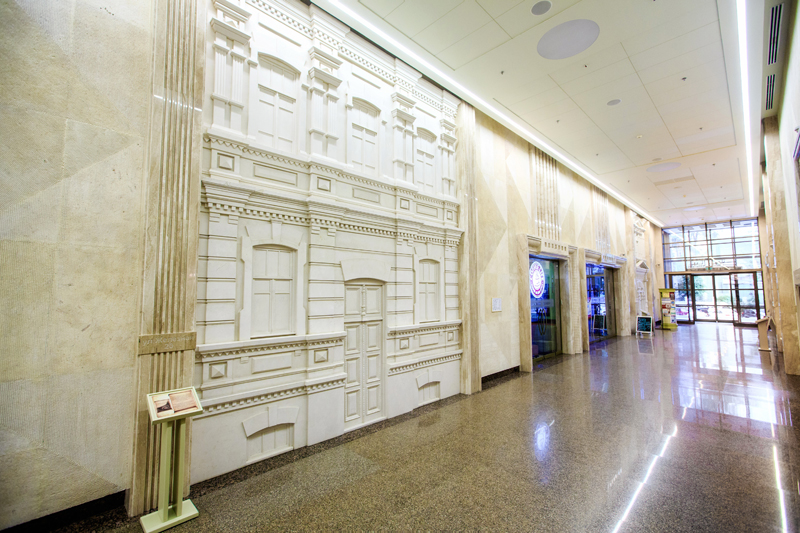
Галерея со стороны Успенской площади
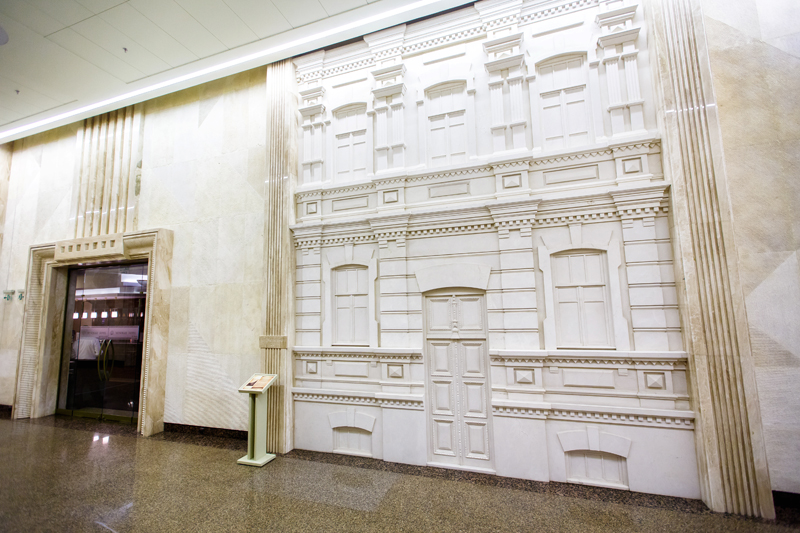
Галерея центра «Менора»
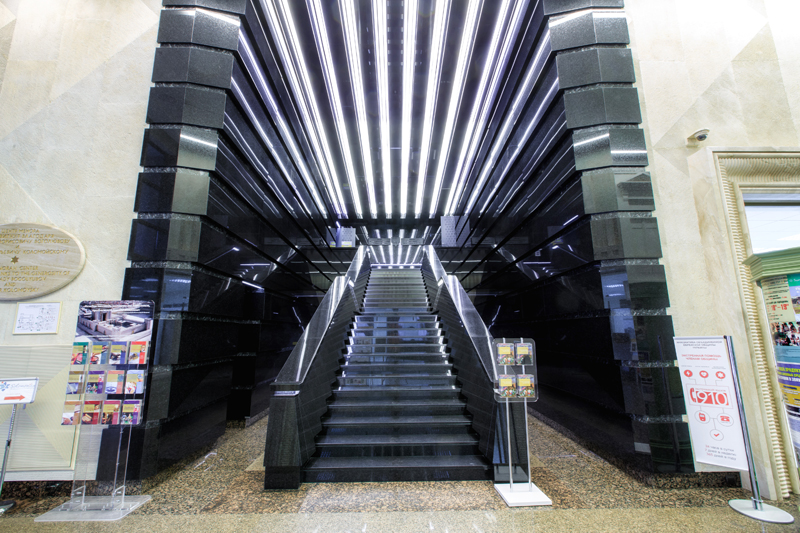
Вход в музей
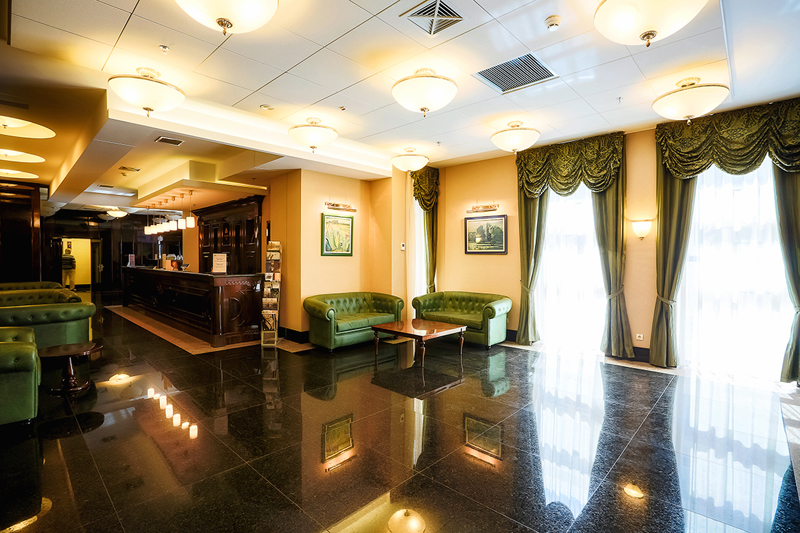
Рецепция отеля «Менора»
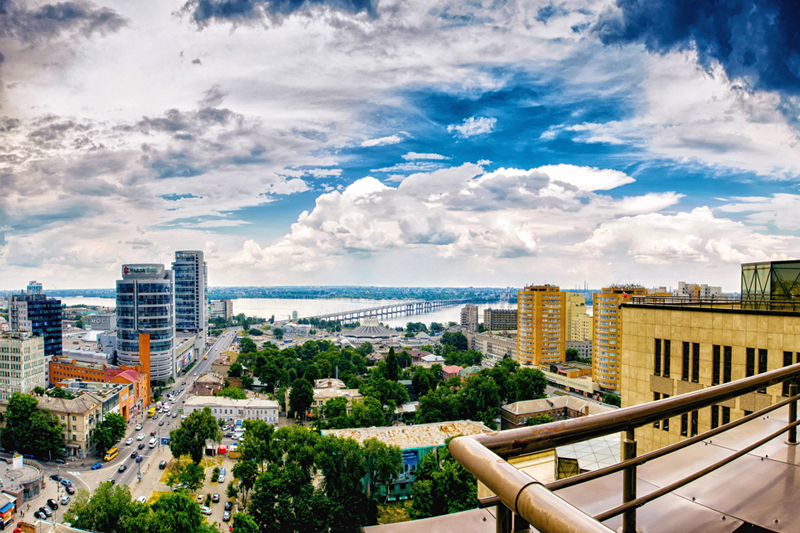
Вид со смотровой площадки
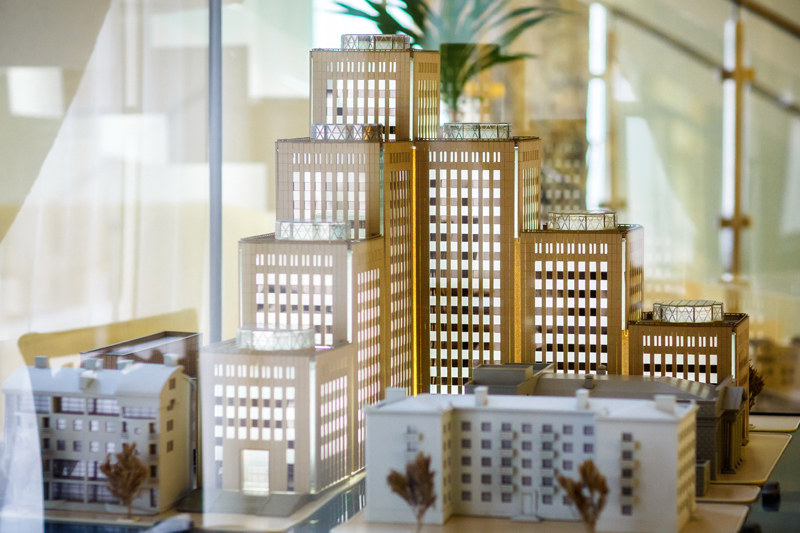
3Д модель центра «Менора»